# Imanol Etxeberria
Imanol Etxeberria Egaña (Vergara, Guipúzcoa, 27 de marzo de 1973) es un exfutbolista español que jugaba como portero. 
Fue guardameta titular en el Athletic Club entre febrero de 1997 y marzo del 2000, donde fue subcampeón de Primera División en 1998 y jugó Liga de Campeones. Con 19 porterías a cero en la 1998-99, ostenta el récord de partidos sin encajar del Athletic Club.

## Trayectoria

### Inicios y llegada al Bilbao Athletic
Comenzó su carrera profesional, en 1992, con 19 años en el Mondragón FC de Tercera División. Un año más tarde fichó por la Cultural de Durango de la misma categoría. En 1995 se incorporó al Bilbao Athletic, que se encontraba en Segunda División, siendo una apuesta personal de José Ángel Iribar. En el filial rojiblanco fue titular indiscutible y entró en varias convocatorias con el primer equipo.

### Athletic Club y Rayo Vallecano
El 6 de noviembre de 1996 debutó con el Athletic Club, en un partido de Copa, ante el Zalla. El 9 de febrero de 1997 debutó en Primera División ante el Rayo Vallecano (1-1), arrebatándole así la titularidad a Juanjo Valencia para el resto de la campaña. En la campaña 1997-98 alcanzó el subcampeonato liguero, jugando todos los partidos, lo que le permitió debutar en Liga de Campeones 1998-99.En la campaña 1998-99 logró 19 porterías a cero en Liga en 37 partidos disputados, récord que ningún guardameta rojiblanco ha conseguido superar desde entonces. También consiguió estar siete partidos completos de Liga sin encajar gol en San Mamés a principios de 1999.
Siguió como titular en la temporada 1999-00, pero el 11 de marzo de 2000 perdió su puesto tras la derrota (0-4) ante el FC Barcelona.A partir de entonces, Luis Fernández prefirió alinear a Iñaki Lafuente. En el verano del año 2000, se le buscó una salida ya que el club apostó por Lafuente y un joven Dani Aranzubia.Sin embargo, Imanol cumplió su contrato y permaneció un año más como tercer portero. Acabó su etapa en el club rojiblanco con 140 partidos disputados. 
En el verano de 2001 firmó como agente libre por el Rayo Vallecano de Primera División, que dirigía Andoni Goikoetxea.Después del cese del técnico vasco tras cinco jornadas, Gregorio Manzano le dio la titularidad a Julen Lopetegui.En diciembre, después de un partido ante el Athletic en San Mamés, se hizo definitivamente con el puesto.En la campaña 2002-03 jugó veintisiete partidos y volvió a perder la titularidad en varias ocasiones.De cara a la temporada 2003-04, con el equipo madrileño en Segunda División, rescindió su contrato en enero de 2004 tras haber jugado ocho partidos.
En verano de 2004 se incorporó a la Cultural Leonesa de Segunda B, donde jugó veintiocho partidos.Un año más tarde, en julio, firmó por la SD Eibar de Segunda División para sustituir a Gorka Iraizoz.Tras jugar 32 encuentros con el cuadro armero y descender de categoría, se retiró del fútbol profesional en 2006.

### Entrenador de porteros
Comenzó su etapa de entrenador de porteros en el Athletic Club en 2006, siendo cesado en 2008.En 2009 se incorporó a la SD Lemona, regresando a Lezama en 2010. Durante seis años fue preparador de porteros del Bilbao Athletic. En la temporada 2017-18 fue entrenador de porteros del Athletic Club, en sustitución de Aitor Iru (2011-2017). Tras la marcha de Ziganda, fue cesado de esas funciones.
En julio de 2019 comenzó una nueva aventura como entrenador de porteros del Luton Town.La experiencia inglesa terminó antes de tiempo debido a la pandemia del Covid-19 y, en enero de 2021, comenzó una nueva etapa en la Cultural Leonesa a las órdenes de Íñigo Idiakez, con quien ya había estado en el Luton Town.
En agosto de 2021 regresó a Inglaterra para trabajar en el segundo equipo del Manchester City gracias a la mediación de Xabier Mancisidor.Tras tres temporadas, decidió abandonar Inglaterra para regresar a casa.

## Clubes
| Club             | País   | Año       |
| ---------------- | ------ | --------- |
| Mondragón FC     | España | 1993-1994 |
| Cultural Durango | España | 1994-1995 |
| Bilbao Athletic  | España | 1995-1996 |
| Athletic Club    | España | 1996-2001 |
| Rayo Vallecano   | España | 2001-2004 |
| Cultural Leonesa | España | 2004-2005 |
| SD Eibar         | España | 2005-2006 |